# Cindy Stollenberg
Cindy Stollenberg (Verviers, 22 juli 1976) is een Belgisch voormalig gymnaste.

## Levensloop
Stollenberg begon op zevenjarige leeftijd met gymnastiek. Omstreeks deze periode was ze aangesloten bij het Brusselse 'Gym 2000'. Vier jaar later sloot ze aan bij 'TLZ Amel', een club gevestigd in de Oostkantons. Ze werd vijfmaal Belgisch kampioene (1990, 1991, 1993, 1994 en 1996). Ook vertegenwoordigde ze België tweemaal op de Olympische Zomerspelen, met name in 1992 en 1996. In 1992 werd ze 39e in het eindklassement en in 1996 31e. Op beide edities moest ze de strijd staken in de kwalificatieronde. Daarnaast nam ze viermaal deel aan de Europese kampioenschappen (1990, 1992, 1994 en 1996) en eenmaal aan een wereldkampioenschap (1995).
Ze was een tijdlang werkzaam als medisch secretaresse. Later verhuisde ze naar Abu Dhabi, alwaar ze werkzaam werd op de Luxemburgse ambassade. Ze is de dochter van voormalig basketter Alain Stollenberg.

## Resultaten
| Evenement | Hoepel      | Bal         | Knotsen     | Touw        | Totaal       |
| --------- | ----------- | ----------- | ----------- | ----------- | ------------ |
| OS 1992   | 8.925 (37e) | 8.875 (33e) | 8.550 (38e) | 8.600 (38e) | 34.950 (39e) |
| OS 1996   | 9.003 (34e) | 9.166 (27e) | 9.149 (32e) | 9.116 (30e) | 36.464 (31e) |